# Cladonia carneola
Cladonia carneola (Fr.) Fr. (1831), è una specie di lichene appartenente al genere Cladonia,  dell'ordine Lecanorales.
Il nome proprio deriva dal latino carneolum, diminutivo di carneum che significa letteralmente del colore della carne, cioè rosa pallido, ad indicarne proprio la colorazione che assume.

## Caratteristiche fisiche
Il sistema di riproduzione è principalmente asessuato, attraverso i soredi o strutture similari, quali ad esempio i blastidi. Il fotobionte è principalmente un'alga verde delle Trentepohlia, di preferenza una Trebouxia.

## Habitat
Questa specie si adatta soprattutto a climi di tipo circumpolare, con preferenza da montano-boreale a subartico. Rinvenuta su legni marcescenti e in suoli ricchi di humus in campi aperti. Predilige un pH del substrato che va da molto acido a intermedioa fra molto acido e subneutro. Il bisogno di umidità spazia da igrofitico a mesofitico.

## Località di ritrovamento
La specie è stata rinvenuta nelle seguenti località:

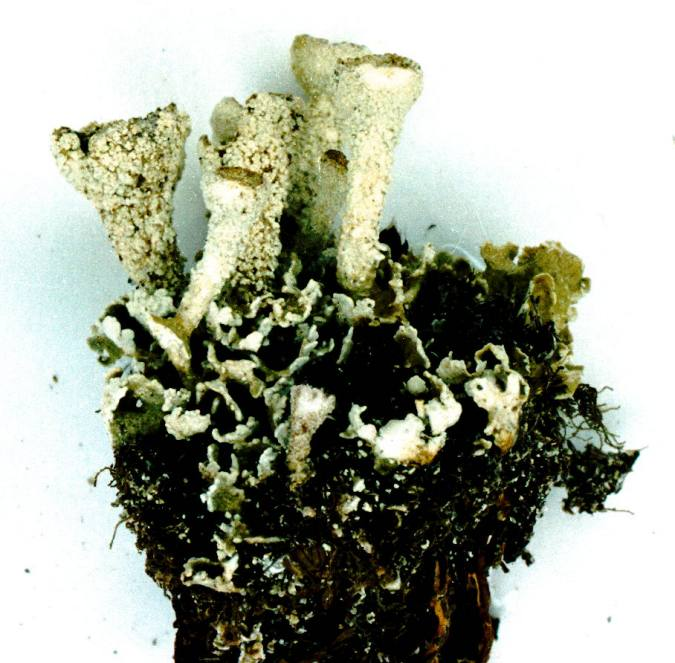
Cladonia carneola

- Germania (Turingia, Sassonia-Anhalt, Baden-Württemberg, Baviera, Brandeburgo, Essen, Renania Settentrionale-Vestfalia, Bassa Sassonia, Renania-Palatinato, Sassonia);
- Canada (Ontario, Alberta, Columbia Britannica, Nuovo Brunswick, Manitoba, Terranova, Labrador, Nunavut, Québec (provincia), Saskatchewan, Yukon);
- Spagna (Castiglia e León, Aragona);
- USA (Idaho, Connecticut, Alaska, Colorado, Montana, New York, Oregon, Maine, Maryland, Wisconsin, Virginia Occidentale, Washington, Michigan);
- Austria (Alta Austria, Stiria);
- Cina (Yunnan);
- Albania, Antartide, Argentina, Bhutan, Cile, Danimarca, Estonia, Finlandia, Georgia del Sud, Groenlandia, Islanda, Isole Orcadi meridionali, Isole Svalbard, Lituania, Lussemburgo, Mongolia, Norvegia, Polonia, Portogallo, Regno Unito, Repubblica Ceca, Romania, Svezia.

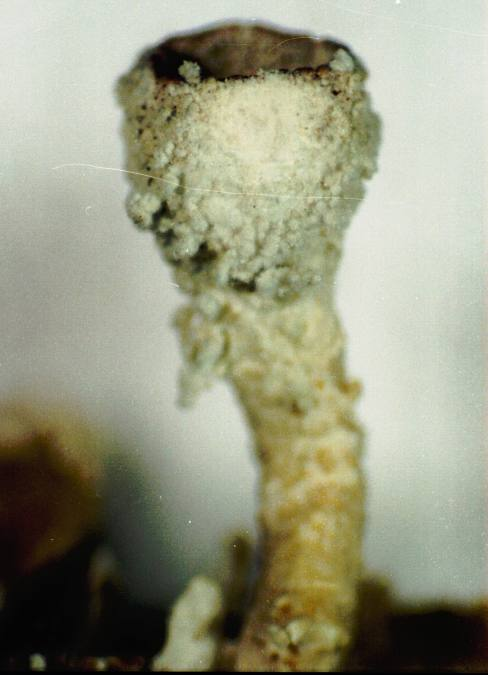
Cladonia carneola, singolo apotecio

In Italia questa specie di Cladonia è estremamente rara: 
- Trentino-Alto Adige, abbastanza comune nei monti, estremamente rara nelle valli
- Val d'Aosta, abbastanza comune nei monti, estremamente rara nelle valli
- Piemonte, abbastanza comune sui monti dell'arco alpino, non rinvenuta nel resto della regione
- Lombardia, abbastanza comune nelle zone alpine e di confine col Trentino; non rinvenuta altrove
- Veneto, alquanto rara nelle zone di confine col trentino, non rinvenuta altrove
- Friuli, estremamente rara nelle zone settentrionali
- Emilia-Romagna, estremamente rara nelle zone appenniniche al confine con la Toscana, non rinvenuta altrove
- Liguria, non è stata rinvenuta
- Toscana, non è stata rinvenuta
- Umbria, non è stata rinvenuta
- Marche, non è stata rinvenuta
- Lazio, non è stata rinvenuta
- Abruzzi, non è stata rinvenuta
- Molise, non è stata rinvenuta
- Campania, non è stata rinvenuta
- Puglia, non è stata rinvenuta
- Basilicata, non è stata rinvenuta
- Calabria, non è stata rinvenuta
- Sicilia, non è stata rinvenuta
- Sardegna, non è stata rinvenuta.[2]

## Tassonomia

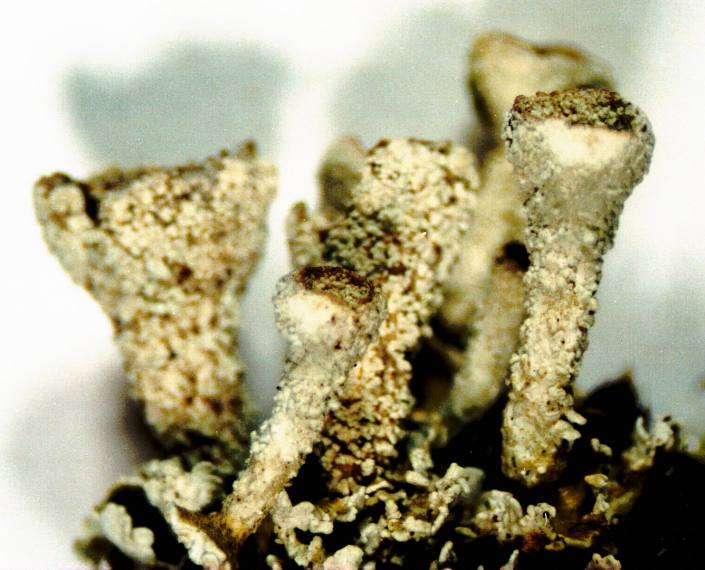
Cladonia carneola

Questa specie è attribuita alla sezione Cocciferae; a tutto il 2008 sono state identificate le seguenti forme, sottospecie e varietà:
- Cladonia carneola f. carneola (Fr.) Fr. (1831).
- Cladonia carneola f. misera Anders (1936).
- Cladonia carneola f. prolifera (Flot. ex Sandst.) Aigret.
- Cladonia carneola f. pycnoapothecialis J.C. Wei (1961).
- Cladonia carneola var. bacilliformis Nyl.
- Cladonia carneola var. carneola (Fr.) Fr. (1831).
- Cladonia carneola var. macroscypha Räsänen (1939).